# 劉維禎 (天啟進士)
劉維禎（17世紀—17世紀），字熙若，湖廣德安府安陸縣人，明朝政治人物。

## 生平
劉維禎是天啟元年（1621年）湖廣鄉試舉人，舉會試不第後回家，父親劉小玉命他繼續就塾，稍一不專心就如童子一樣鞭撻，但他也順從樂受。天啟五年（1625年）他成進士，獲授開州知州，調任涿州，晉官兵部職方司員外郎，再陞為真定知府，因病乞歸，回鄉時行李只有圖書數箱，亦不再問家人生產，不久去世。

## 引用
1. 1 2  咸豐《安陸縣志·卷二十八·人物》：劉維禎，字熙若，萬厯【天啟】辛酉舉人，上春官不第，家故素封，父小玉仍令就塾，稍不率翁撻之如童子，時唯唯樂受也。乙丑成進士，選開州牧，調涿州，晉兵部職方員外郎，陞真定知府，以病乞歸，凡四膺仕版始旋里第，歸裝僅圖史數篋，亦不復問家人生產，尋卒。 沈志